# 灞源乡
灞源乡是中国陕西省西安市蓝田县下辖的一个乡。

## 行政区划
灞源乡下辖以下行政区：
灞源街村、曹家山村、胡家沟村、万军回村、南石门村、庙垭村、西河寨村、湘子岔村、粮房村、上村、柳泉沟村、秦谷村、沙沟村、磨岔口村、磨岔沟村、麻村、松树沟村、董家沟村、杨家堡村、华岔村、木岔村、连二坪村、青坪村、铁铜沟村、李家硷村、沟口村、张斜村